# (934) Thüringia
(934) Thüringia est un astéroïde évoluant dans la ceinture principale, découvert le 15 août 1920 par l'astronome allemand Walter Baade depuis l'observatoire de Hambourg.
Il est nommé d'après la région de Thuringe. Le Thüringia était aussi le nom d'un navire reliant Hambourg à New York à bord duquel Walter Baade avait voyagé. Il demanda au capitaine, qui était astronome amateur, de baptiser un des astéroïdes qu'il venait de découvrir.